# Tam Thuận
Tam Thuận là một phường thuộc quận Thanh Khê, thành phố Đà Nẵng, Việt Nam.
Phường Tam Thuận có diện tích 0,5 km², dân số năm 1999 là 17.539 người, mật độ dân số đạt 35.078 người/km².